# 18 regali
18 regalos (18 regali en italiano) es una película dramática italiana escrita y dirigida por Francesco Amato. Está protagonizada por Vittoria Puccini, Benedetta Porcaroli y Edoardo Leo y narra la historia real de Elisa Girotto, una mujer embarazada que, con tan solo 40 años, descubre que tiene un cáncer terminal. Sabiendo que esta enfermedad la alejará para siempre de su hija decide hacer algo especial para permanecer cerca de ella: 18 regalos, uno para cada cumpleaños hasta que llegue a la edad adulta. 
La película se estrenó en los cines italianos el 2 de enero de 2020 y recibió críticas positivas por su emotivo guion.Luego llegó a la plataforma Netflix el 8 de mayo de 2020 para el Día de la Madre.

## Argumento
Elisa trabaja como gerente de un banco y está en un momento feliz de su vida, ya que se encuentra esperando su primera hija junto a su novio, Alessio. El problema llega cuando, tras una ecografía, le diagnostican un tumor inoperable.
En el verano de 2001, Elisa muere dejando a su marido Alessio y a su hija Anna, que acaba de dar a luz. Sin embargo, antes de su fallecimiento, escribió una lista de regalos de cumpleaños para la niña, con la esperanza de poder quedarse con ella durante su crecimiento, hasta su mayoría de edad. 
A pesar de que los primeros años siempre fueron muy esperados por la pequeña, con el tiempo se vuelve cada vez más complicado porque un regalo no parece poder llenar el vacío dejado por la madre. Anna siente un malestar creciente que la impulsa a rebelarse y a tener una relación distante con su padre, de hecho el día que cumple 18 años, no va a la fiesta que sus familiares le tienen preparada, sino que huye de casa hasta que será atropellada por un coche que no la ve aparecer en el camino. 
Cuando la chica recupera los sentidos descubre que la conductora del coche es su madre embarazada de ella y que la ha llevado a su casa para prestarle ayuda. Las dos, poco a poco, empiezan a establecer una buena amistad, aunque Anna le dice muchas mentiras. Así que Elisa decide que ella la ayude a elegir los regalos para su futura hija, ya que sabe que no podrá pasar todos los cumpleaños con ella. 
En el último regalo, Elisa se da cuenta de que la joven chica es su hija y queda sorprendida, hasta el punto de desmayarse frente a ella. Cuando la mujer despierta, toma la decisión de escribir una carta a Anna antes de que muera. 
Finalmente, Anna se despierta en el hospital donde está internada por el reciente accidente y se disculpa con su padre por haber sido exagerada. Juntos vuelven a casa y por fin Anna puede leer la carta de la madre y abrir el último regalo, enterándose de lo que acaba de vivir: tener la posibilidad de sanar las heridas de su pasado.

## Reparto
- Vittoria Puccini como Elisa Girotto
- Benedetta Porcaroli como Anna Vincenzotto Girotto
- Edoardo Leo como Alessio Vincenzotto
- Sara Lazzaro como Carla
- Marco Messeri como Abuelo
- Betty Pedrazzi como Abuela
- Alessandro Giallocosta como Walter
- Anna Terio como paciente con cáncer.[9]

## Producción
Después de pocos meses de su fallecimiento, la historia de Elisa Girotto se hizo viral en la prensa e Internet de todo el mundo, atrayendo la curiosidad de varios productores extranjeros, quienes consideraron que esta historia merecía ser conocida a través de una película.
Quien dirigió 18 regalos fue Francesco Amato, conocido por otras películas como Cosimo e Nicole y Déjate llevar, mientras que la producción de la película fue concedida a Andrea Occhipinti (Lucky Red). 

### Guion
Amato también escribió el tema y el guion de la película junto a Massimo Gaudioso, Davide Lantieri y Alessio Vicenzotto, el verdadero marido de Elisa Girotto, quien afirmó que quería dar a conocer la historia de su mujer para ayudar a las personas a reflexionar sobre la importancia del amor a la vida, que siempre se debe vivir plenamente, incluso en los momentos de dificultad. 
El director fue a visitar a Alessio menos de un mes después de la muerte de Elisa. El hombre no solo le abrió las puertas de su casa, sino que también le mostró el material central para el desarrollo de la película, es decir, los regalos y las cartas. 
El guion es sólido y los sentimientos que se exploran en este trabajo son tan universales que desarrollan un creciendo emocional en cada espectador.

### Rodaje
El director dijo que fue fundamental elegir un lugar que contara bien, de manera clara y no banal, el lugar elegido por los protagonistas para iniciar un proyecto de vida juntos. 
La película se desarrolla en gran parte en ambientes internos, pero para las escenas exteriores se ha elegido Crespi D'Adda, provincia italiana, que permite un relato humano, relacional y emocional, digno de una historia absolutamente italiana pero con un valor universal. Esto pasa también gracias a su aspecto antiguo que la ha llevado a ser declarada Patrimonio Mundial de la Humanidad por la UNESCO.

## Fidelidad
La película está inspirada en la verdadera historia de Elisa Girotto, la madre de Treviso que murió a los 40 años tras un cáncer de mama en etapa 3. La mujer luchó con todas sus fuerzas contra la enfermedad, apoyada por su marido, por su familia y por un grupo de mujeres que, como ella, estaban lidiando con el cáncer.
Al principio parecía que el cáncer se había tomado a tiempo gracias a varias cirugías y ciclos de quimioterapia. Sin embargo, unas semanas después de comenzar el tratamiento, sintió dolor y los síntomas continuaron empeorando hasta que llegó el día de su muerte.
Elisa tuvo la idea de compartir su historia contándola en un grupo de Facebook, haciéndola entrar en las casas y en la vida de muchísimas personas. No sabía que su historia hubiera podido inspirar a tantas personas, que primero se conmovieron al escucharla y luego hundieron en ella las raíces de su deseo de vivir.

## Recepción
18 Regalos logró obtener buenos resultados tanto en la taquilla de los cines italianos, donde recaudó más de 3,1 millones de euros, situándose en el puesto 431 de las películas con más dinero, como en el plano de la crítica a nivel mundial.

### Crítica
Esta es una película apreciada, graciosa y emocional, ya que trata de amor, en este caso maternal y filial, que es el más poderoso ingrediente para probar emociones.
A pesar de que es una película dramática, 18 Regalos no es demasiado manipuladora. Trata a sus personajes con respeto y sobre todo no es tan predecible como parece a primera vista, a excepción de las inevitables lágrimas fáciles.
Estructuralmente, está hecha bastante bien, con su trama retorcida y fracturada. El problema es que la mayoría de la audiencia no encontró la opción de introducir el elemento de lo surreal como algo positivo porque no había necesidad de darle ficción a una historia que bien podría haber permanecido fiel a la realidad de los hechos. 
Por esto, algunas veces todo lo que consigue es que las situaciones no sean creíbles. Sin embargo, esto no significa que no se pueda entrar en la historia sin profundizarla y llegar al punto de agradarla.

## Premios
- 2021 - David di Donatello[22]
  - Ganador David Giovani
  - Nominación a Mejor Actriz Principal a Vittoria Puccini
  - Nominación a Mejor Actriz de Reparto a Benedetta Porcaroli

- 2020 - Nastro d'argento[23]
  - Nominación a Mejor Actriz de Reparto a Benedetta Porcaroli
  - Nominación a Mejor Edición a Claudio Di Mauro